# Miquel Adlert i Noguerol
Miquel Adlert i Noguerol (Paterna, l'Horta, 1911 - Ciutat de València, 12 d'octubre de 1988) fou un escriptor i editor valencià.

## Biografia
Membre de l'alta burgesia valenciana i profundament cristià, estudià dret i més tard exercí com a jutge. En gener de 1925, mentre estudiava el batxillerat a l'Institut Lluís Vives de València, va adscriure's ideològicament al nacionalisme valencià. El 1934 fou militant d'Acció Nacionalista Valenciana, on juntament amb Xavier Casp tindrà un paper important. Va ser a Acció Nacionalista Valenciana on va fer amistat amb Xavier Casp i Verger, amb qui formaria un tàndem inseparable durant 54 anys. Es van conèixer quan Adlert tenia 23 anys i Casp tot just 18, en una junta general celebrada el 1934. Adlert va unir-se al partit arran de la publicació d'Acció, òrgan d'ANV i un dels pocs periòdics escrits en valencià aleshores. Poc després d'unir-se al partit, Miquel Adlert passaria a formar part de la directiva d'ANV com a conseller de Cultura, i escriuria en el periòdic a partir del número 44, del 30 de març de 1934, amb el pseudònim de Donyet. També escriuria l'editorial (sense signar) del darrer número de la publicació, el 112, aparegut el 18 de juliol de 1936.
En acabar la Guerra Civil espanyola formà part de la directiva de Lo Rat Penat, d'on fou expulsat per separatista i intentà reconstituir Acció Valenciana com a societat adherida al Movimiento Nacional, alhora que contactà amb membres de la Lliga Catalana i d'UDC, però el 1940 fou dissolta per ordre governativa.
El 1943 fundà amb Xavier Casp l'editorial Torre, de València, que donà a conèixer la major part dels escriptors valencians de postguerra, i la revista literària Esclat (1948). Malgrat això, quan, el 1948, intentaven traure aquesta revista, toparen amb la intransigència del censor, a qui resultava sospitosa la iniciativa d'una publicació en valencià. Quan argumentaren: «Es que nosotros somos católicos», la rèplica del censor no deixà lloc a dubtes: «¿Católicos? ¿católicos? ¡En esto son peores los católicos!».
El 1956 s'enfrontà dialècticament a Joan Fuster i trencà definitivament amb ell després de la publicació de Nosaltres, els valencians el 1962. A començament dels anys setanta derivà a posicions anticatalanistes i d'aïllacionisme lingüístic, rebutjant el concepte de Països Catalans, i reivindicant les institucions de l'antic Regne de València donant base al moviment regionalista valencià i anticatalanista conegut com a blaverisme. A començaments dels anys 1980 va participar en l'elaboració de les secessionistes Normes del Puig.
Autor de diversos llibres de narracions, d'entre els quals destaquen la novel·la curta El Salze a la sendera (1953), el llibre de contes Coral nu (1956) i la novel·la llarga I la pau (1953). Entre la seua producció política destaquen la seua obra aïllacionista En defensa de la llengua valenciana (1977) i obres de caràcter històric-jurídic com: L'Espirit jurídic del Rei don Jaume (1980), Notes sobre els Furs de València (1980), Sobre dos temes jurídics (1982) i El compromís de Casp (1984).
Gran amant dels esports, va escriure un important arxiu d'articles sobre diferents modalitats. De jove, per un problema a les cames, va jugar a futbol com a porter, i va morir sent el soci número 55 del València CF.

## Obres
- I la pau (1953)
- El salze a la sendera (1953)
- Cor al nu (1956)
- En defensa de la llengua valenciana (1977)
- El dia torna (1981)
- De la meua catacumba (1984)
- El compromis de Casp, qüestio juridica (1984)
- Del periodisme meu (1984)